# Niccolò Ferrari
Niccolò Ferrari (Padua, 24 de agosto de 1987) es un deportista italiano que compite en piragüismo en la modalidad de eslalon. Ganó una medalla de plata en el Campeonato Mundial de Piragüismo en Eslalon de 2017, en la prueba de C2 mixto.

## Palmarés internacional
| Campeonato Mundial | Campeonato Mundial | Campeonato Mundial | Campeonato Mundial |
| Año                | Lugar              | Medalla            | Competición        |
| ------------------ | ------------------ | ------------------ | ------------------ |
| 2017               | Pau (Francia)      | Medalla de plata   | C2 mixto           |